# Universität für Medizin, Pharmazie, Naturwissenschaften und Technik Târgu Mureș

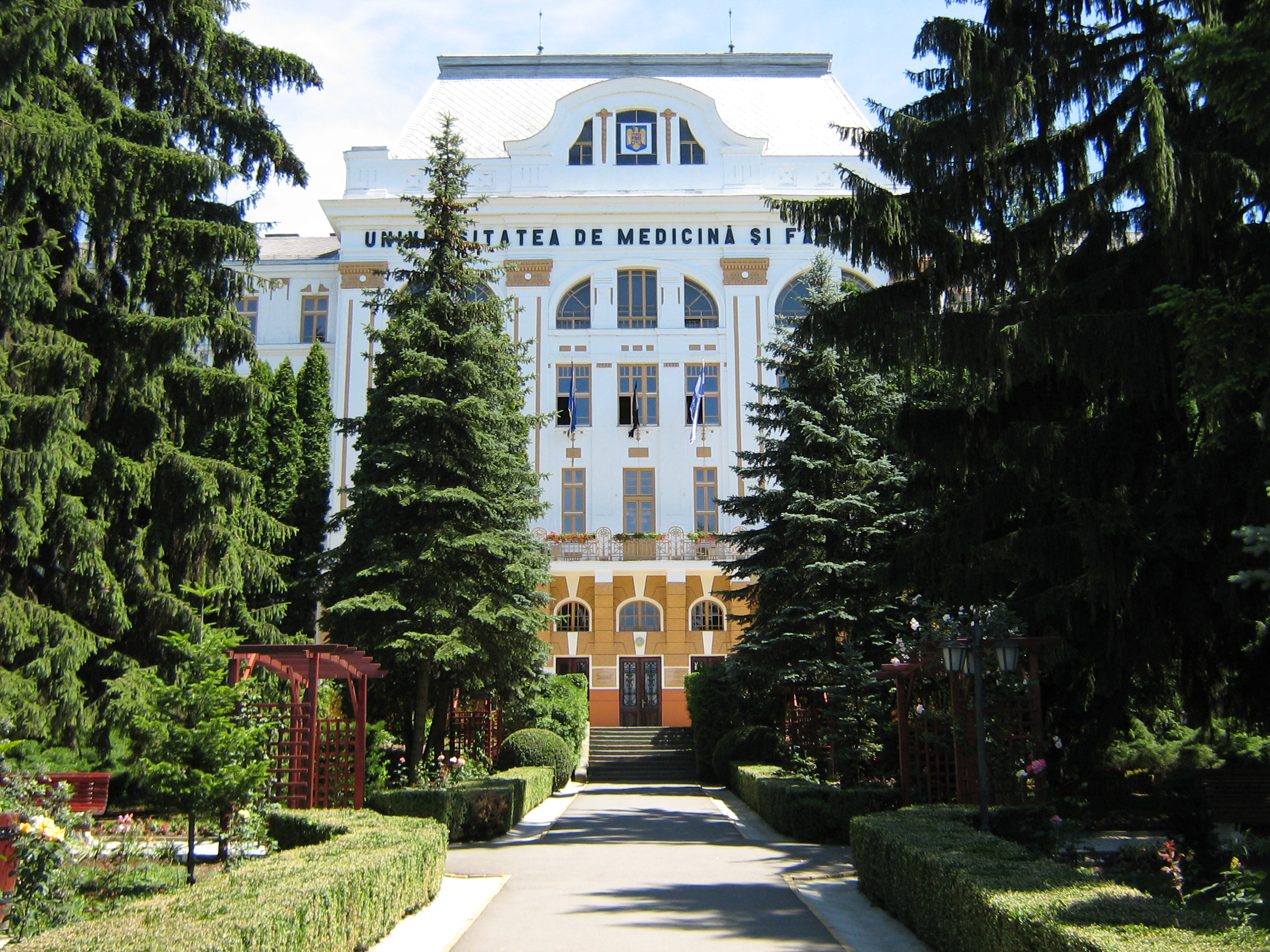
Universität für Medizin, Pharmazie, Naturwissenschaften und Technik Târgu Mureș

Die George Emil Palade Universität für Medizin, Pharmazie, Naturwissenschaften und Technik Târgu Mureș (UMFST) ist eine staatliche Universität mit Sitz in der rumänischen Stadt Târgu Mureș in der Region Siebenbürgen.

## Geschichte und Organisation
Gegründet wurde die UMFST Târgu Mureș 1945 als Niederlassung der Babeș-Bolyai-Universität Cluj. Aktuell sind über 11.000 Studierende immatrikuliert. Der Lehrkörper besteht aus mehr als 900 Professoren, Dozenten und Wissenschaftlichen Mitarbeitern.
Die UMFST ist in sieben Fakultäten gegliedert, davon sind vier dem medizinischen Bereich zugehörig. Damit ist sie die größte medizinische Universität Rumäniens. Im Rahmen ihrer Internationalisierungsstrategie bietet die Universität verschiedene Studienprogramme auf Englisch, Rumänisch und Ungarisch an. Die Studiengänge Human- und Zahnmedizin werden seit 2009 in englischer Sprache angeboten. Der Anästhesist, Notfallmediziner und Politiker Leonard Azamfirei ist seit 2012 Universitätspräsident. Er ist seit 2020 Senator des Partidul Social Democrat für den Kreis Mureș.
Die Universität ist nach dem rumänisch-US-amerikanischen Mediziner und Zellbiologen George Emil Palade benannt.
2018 wurden große Teile der aufgelösten Universität Petru Maior in die UMFST integriert.

## Fakultäten
- Fakultät für Medizin
- Fakultät für Medizin in Hamburg – Universitätsmedizin Neumarkt am Mieresch Campus Hamburg (UMCH)[4]
- Fakultät für Zahnmedizin
- Fakultät für Pharmazie
- Fakultät für Ingenieurwissenschaften
- Fakultät für Literatur- und Naturwissenschaften
- Fakultät für Wirtschaft und Recht

## Akkreditierung
Die UMFST  ist mit ihren Studiengängen von der rumänischen Agentur für Qualitätssicherung im Hochschulwesen (ARACIS) akkreditiert. ARACIS ist Vollmitglied der Europäischen Vereinigung für Qualitätssicherung in der Hochschulbildung (ENQA). Die Universität ist durch das vom Sekretariat der Ständigen Konferenz der Kultusminister der Länder herausgegebene Infoportal zur Bewertung ausländischer Bildungsabschlüsse anabin mit dem höchsten Status H+ gekennzeichnet und damit in Deutschland als Hochschule anzusehen.

## Internationale Standorte
Im September 2019 hat die UMFST  mit dem Universitätsmedizin Campus Hamburg (UMCH) ihre erste Medizinische Fakultät in Hamburg-Bahrenfeld eröffnet. Dekanin der englischsprachigen Medizinischen Fakultät in Rumänien und Deutschland ist die Pathologin Prof. Simona Gurzu. Ihr untergeordnet ist die Direktorin der Hamburger Niederlassung, die Internistin Prof. Simona Mureșan. Am Campus in Hamburg wird seit dem Wintersemester 2019/20 das 6-jährige Studium der Humanmedizin angeboten, das zu einem approbationsfähigen Abschluss führt. Da es sich beim UMCH um eine Niederlassung einer staatlichen rumänischen Universität handelt, erfolgt die Zulassung unabhängig von deutschen Numerus clausus-Grenzen. Der theoretische Unterricht am Hamburger Campus findet in englischer Sprache statt. Für den praktisch-klinischen Teil ab dem 3. Studienjahr gehen die Studierenden an eines der bundesweit vorhandenen Lehrkrankenhäuser des UMCH in Deutschland, Spanien oder Malta. Der Unterricht am Krankenbett wird dabei in der jeweiligen Landessprache abgehalten. Optional kann das Studium auch in Rumänien beendet werden, in diesem Fall ist die Studiensprache am Krankenbett Englisch. Die Niederlassung in Hamburg ist nach § 117a des Hamburgischen Hochschulgesetzes angezeigt. 